# Billy Burke

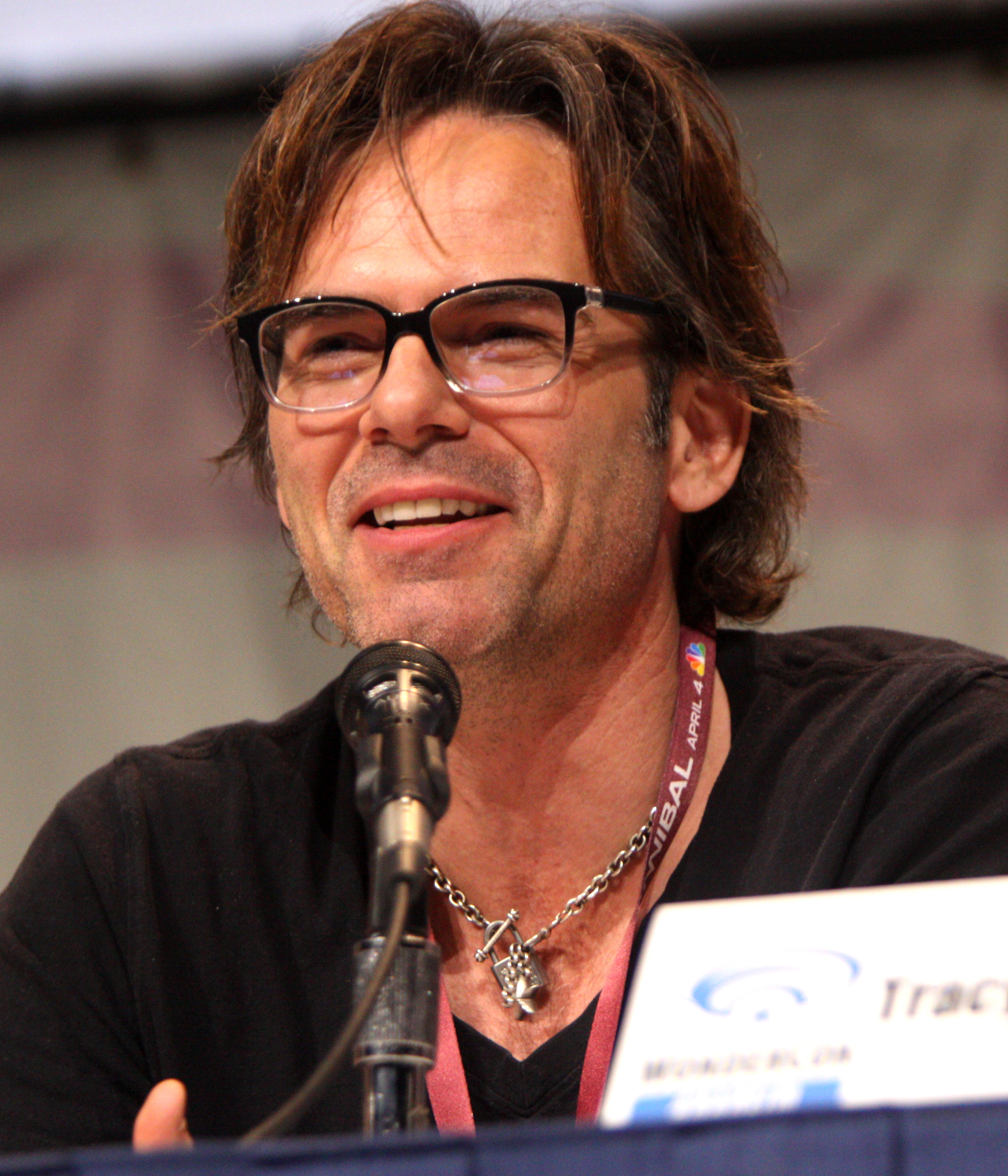
Billy Burke bei der WonderCon 2013

William Albert „Billy“ Burke (* 25. November 1966 in Bellingham, Washington) ist ein US-amerikanischer Schauspieler.

## Leben
Billy Burke war als Teenager Mitglied einer Musikgruppe. Er studierte Schauspielkunst an der Western Washington University, es folgen Auftritte am Annex Theater, am New City Festival und am A.H.A. Theater in Seattle.
Seine erste Filmrolle spielte Burke in der Independent-Fantasykomödie Daredreamer aus dem Jahr 1990. In der Independent-Komödie Sex mit dem Ex (1991) spielte er eine der größeren Rollen. Es folgten weitere Gastauftritte in Fernsehserien und Nebenrollen in Fernsehfilmen wie in dem Actionthriller Kalifornia Nightmare mit Jimmy Smits, James LeGros und Kristy Swanson aus dem Jahr 1996. Im Fernsehthriller Don’t Look Down (1998) spielte er neben Megan Ward eine der größeren Rollen.
In der Komödie Dill Scallion (1999) übernahm Burke die Titelrolle. Im Thriller Im Netz der Spinne (2001) von Lee Tamahori wirkte er an der Seite von Morgan Freeman und Monica Potter. In der Echtzeitserie 24 trat Burke in insgesamt sieben Folgen der zweiten Staffel als Gary Matheson auf. Er spielte in der Serie Gilmore Girls Lorelais Freund Alex. Im Thriller Lost Junction – Irgendwo im Nirgendwo (2003) hatte er neben Neve Campbell eine der Hauptrollen. Im Thriller Das perfekte Verbrechen (2007) mit Anthony Hopkins und Ryan Gosling war er als ein Polizeiermittler zu sehen.
In den Verfilmungen der Twilight-Buchreihe spielt Burke den Charlie Swan, den Vater der Hauptfigur Bella. Ab 2010 war er als FBI-Agent Gabriel Dean wiederkehrend in der Krimiserie Rizzoli & Isles zu sehen. Im März 2012 wurde Burke für die Serie Revolution des Senders NBC gecastet. Ab September 2012 wurden zwei Staffeln der Serie ausgestrahlt. In der Serie Zoo spielte er von 2015 bis 2017 die Hauptrolle des Mitch Morgan. Seit 2022 ist er in der Serie Fire Country als Feuerwehrmann Vince Leone zu sehen. 
Burke ist seit 2008 mit der englischen Schauspielerin Pollyanna Rose verheiratet, sie haben eine gemeinsame Tochter.

## Filmografie (Auswahl)
- 1990: Daredreamer
- 1991: Sex mit dem Ex (To Cross the Rubicon)
- 1994: Star Trek: Deep Space Nine (Fernsehserie, Folge 3x05)
- 1996: Kalifornia Nightmare (Marshal Law)
- 1998: Mafia! – Eine Nudel macht noch keine Spaghetti! (Jane Austen’s Mafia!)
- 1998: Without Limits
- 1998: Schau nie nach unten! Die Angst am Abgrund (Don't Look Down)
- 1999: Dill Scallion
- 1999: Komodo – The Living Terror (Komodo)
- 2000: Wonderland (Fernsehserie, 5 Folgen)
- 2001: After Image
- 2001: Im Netz der Spinne (Along Came a Spider)
- 2001: Final Jeopardy
- 2002: Flashpoint
- 2002–2003: 24 (Fernsehserie, 7 Folgen)
- 2003: Something More
- 2003: Gilmore Girls (Fernsehserie, 3 Folgen)
- 2003: Lost Junction – Irgendwo im Nirgendwo (Lost Junction)
- 2004: Im Feuer (Ladder 49)
- 2004: Monk (Fernsehserie, Folge 2x12)
- 2007: Three Days to Vegas
- 2007: Forfeit
- 2007: Das perfekte Verbrechen (Fracture)
- 2007: Zauber der Liebe (Feast of Love)
- 2008: Untraceable
- 2008: Fringe – Grenzfälle des FBI (Fringe, Fernsehserie, Folge 1x07)
- 2008: Twilight – Biss zum Morgengrauen (Twilight)
- 2009: New Moon – Biss zur Mittagsstunde (The Twilight Saga: New Moon)
- 2009, 2012: The Closer (Fernsehserie, 3 Folgen)
- 2010: Removal
- 2010: Eclipse – Biss zum Abendrot (The Twilight Saga: Eclipse)
- 2010–2012: Rizzoli & Isles (Fernsehserie, 4 Folgen)
- 2011: Drive Angry
- 2011: Red Riding Hood – Unter dem Wolfsmond (Red Riding Hood)
- 2011: Breaking Dawn – Biss zum Ende der Nacht, Teil 1 (The Twilight Saga: Breaking Dawn – Part 1)
- 2011: Ticket Out – Flucht ins Ungewisse (Ticket Out)
- 2012: Breaking Dawn – Biss zum Ende der Nacht, Teil 2 (The Twilight Saga: Breaking Dawn – Part 2)
- 2012: Freaky Deaky
- 2012–2014: Revolution (Fernsehserie, 42 Folgen)
- 2013: Highland Park
- 2015, 2017–2018: Major Crimes (Fernsehserie, 6 Folgen)
- 2015–2017: Zoo (Fernsehserie, 39 Folgen)
- 2016: Lights Out
- 2018: Breaking In
- 2018: FBI (Fernsehserie, Folge 1x10)
- 2020: Most Dangerous Game (Fernsehserie, 6 Folgen)
- 2020–2022: 9-1-1: Lone Star (Fernsehserie, 8 Folgen)
- 2021: Maid (Miniserie, 6 Episoden)
- seit 2022: Fire Country (Fernsehserie)